# Георгсгартен

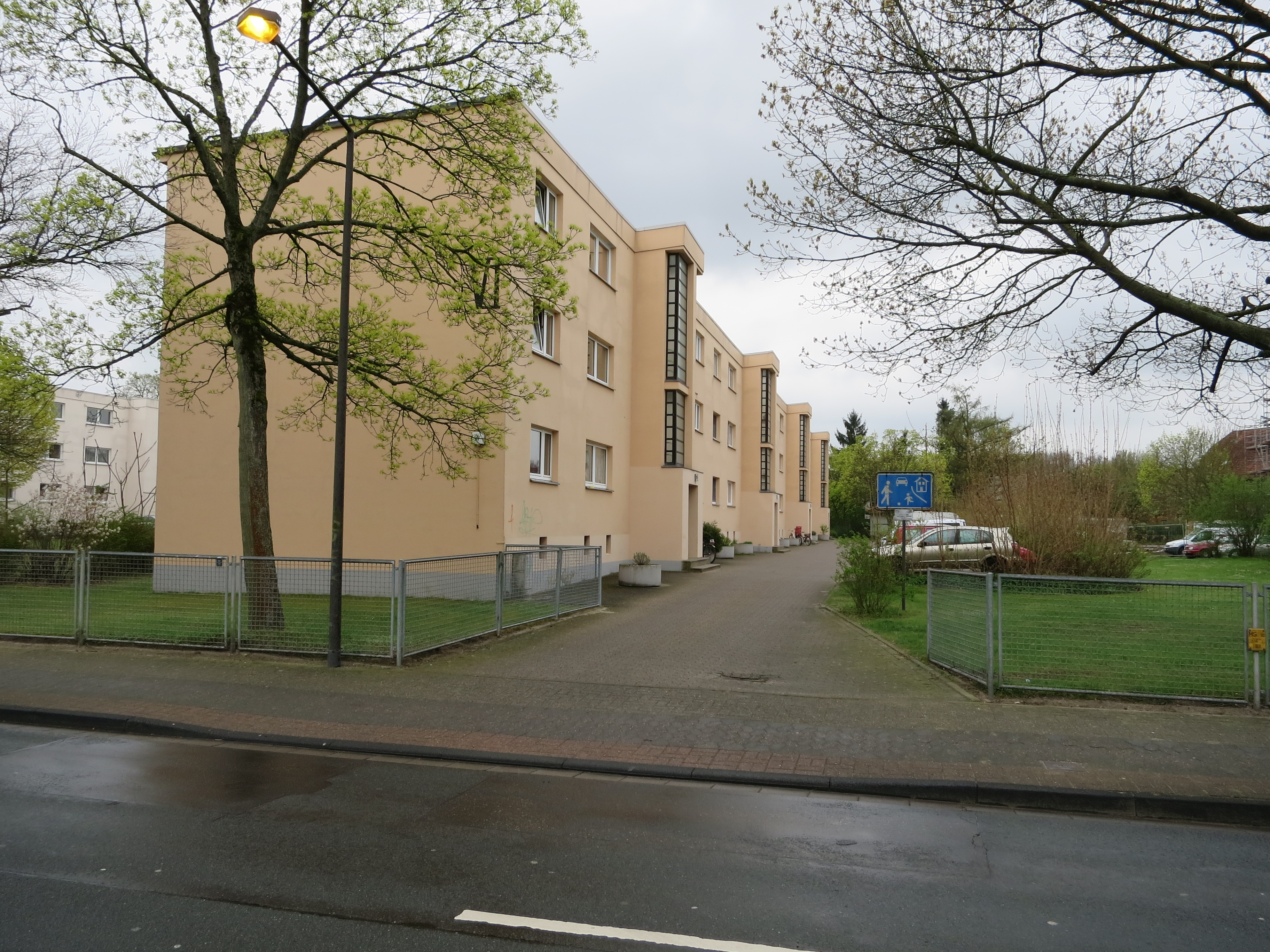
Жилой блок поселения

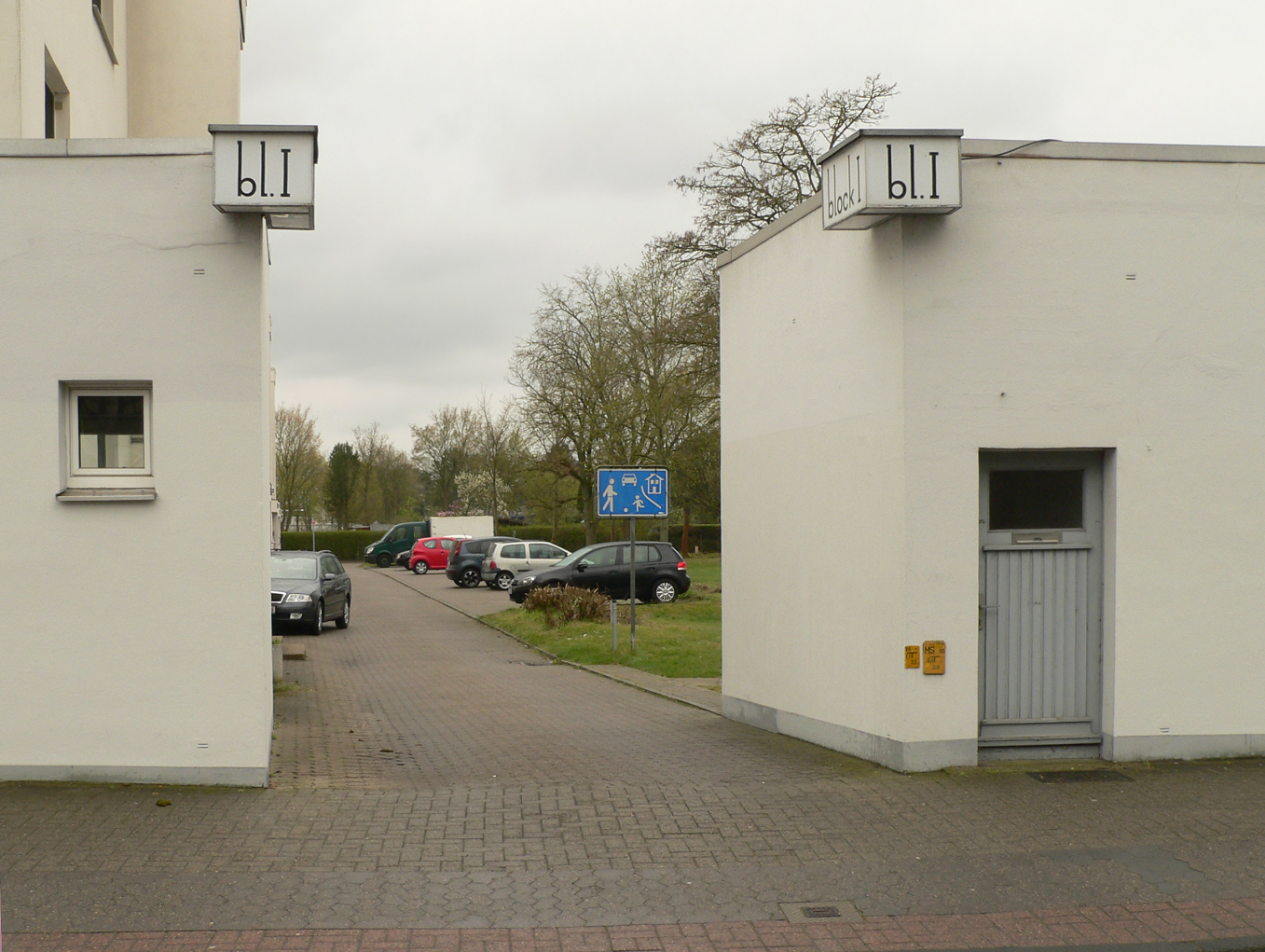
Блок 1. Вход во двор

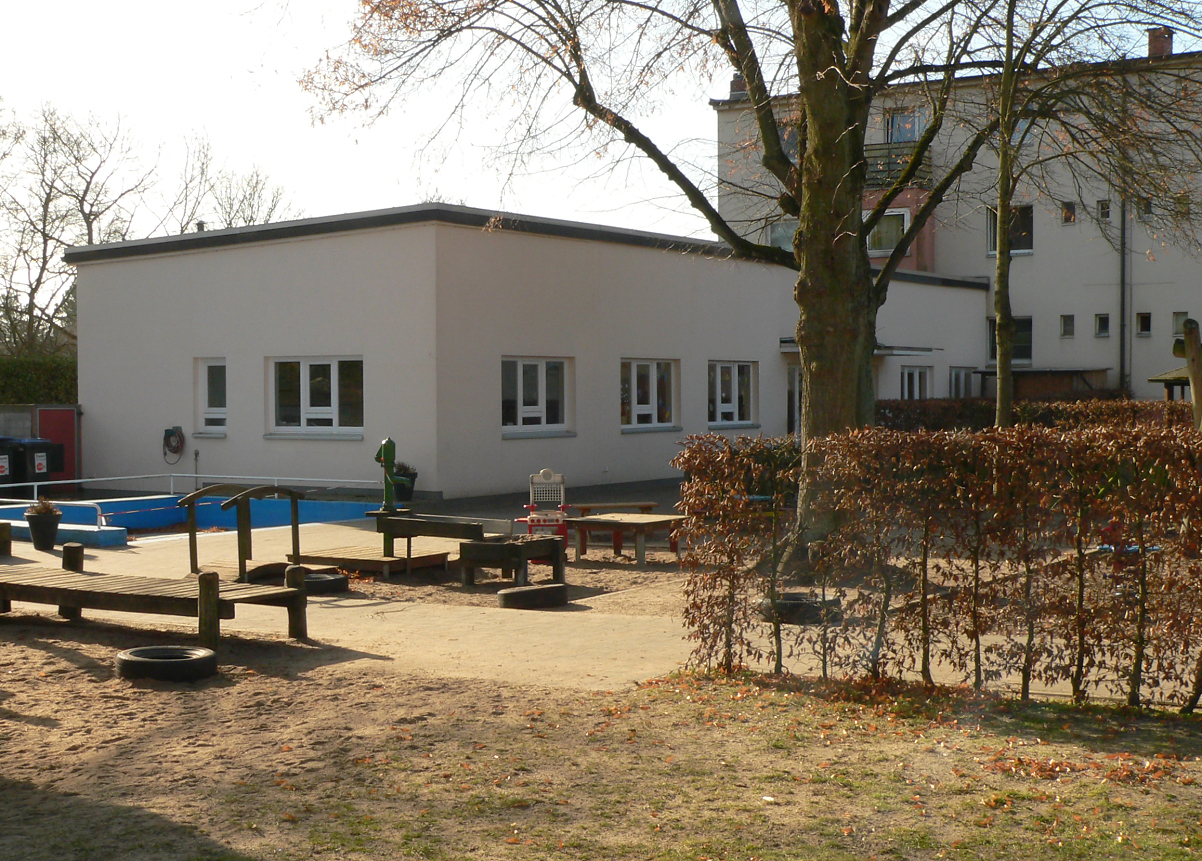
Детский сад с бассейном

Георгсгартен (Georgsgarten, что является сокращением официального наименования «Сад Святого Георгия» (Sankt-Georg-Garten)) — небольшой жилой комплекс в Целле, Нижняя Саксония. Спроектирован и построен в 1925—1926 гг. Отто Хеслером. Цветовую схему поселения разработал Карл Фёлькер. Жилой комплекс, в котором впервые последовательно были применены основные принципы модернизма в жилищном строительстве: строчная застройка, экономичная рациональная планировка квартир и комплексное бытовое обслуживание. 
В посёлке Георгсгартен, его второй работе в Целле, Хезлер развил образец строчной жилой застройки «Альте Хайде» Теодора Фишера (1919) в повсеместную систему: жилые дома, стоящие рядами на оптимальном расстоянии один от другого, обеспечивающем проникание солнца и вентиляцию.

## Описание
Когда Отто Хеслер получил в 1925 г. от кооператива «Народная помощь» (Volkshilfe) заказ на проектирование поселения на 200 квартир на месте бывшего сада больницы Святого Георгия для людей с невысоким уровнем дохода, ревизии и радикальной переработке в новом проекте подверглось буквально всё привычное и устоявшееся в жилищном строительстве. Как было по завершении строительства написано в журнале Веркбунд Die Form, здесь была проведена «реорганизация строительного мышления». В поселении 168 квартир, расположенных в шести параллельных жилых блоках с меридиональной ориентацией, в соответствии с впервые применёнными здесь принципами строчной застройки, в которых с утра солнце появлялось в спальнях и на кухнях, а во второй половина дня — в гостиных и на лестницах. В квартирах централизованное отопление, что позволило не только сэкономить место за счёт ликвидации печей и печных труб, но и организовать в каждом блоке прачечную с газовым отоплением и сушилку для белья. В свою очередь, сушилки для белья позволили отказаться от чердаков, предоставив каждой квартире два помещения для хранения в подвалах жилых блоков. В квартиры, помимо центрального отопления, были проведены водопровод, канализация, газ и электричество. Здесь впервые, вместо классической большой семейной кухни, появилась маленькая функциональная кухня, впоследствии доведённая до совершенства Маргарете Шютте-Лихоцки в проекте Эрнста Мая Большой Франкфурт, и тогда получившая название франкфуртской кухни. Также ради экономии места (и уменьшения арендной платы) в квартирах не было ванных комнат, их для жителей поселения заменяла баня только для них и с расценками намного ниже городских.
Большое внимание было уделено комплексному бытовому обслуживанию. Здесь были пекарня, парикмахерская, магазины, кафе, спортплощадки, детские игровые площадки, библиотека с читальным залом и радио. Жилые блоки, ради снижения шума, располагались перпендикулярно городской дороге, а в отдельных одноэтажных корпусах, построенных вдоль неё (их, как и жилых блоков, планировалось 6, было построено 3), располагались «мастерские сапожников, портных, рихтовщиков и часовщиков, а также гаражи для мотоциклов и автомобилей.» Также здесь был построен детский сад (работающий до сих пор) с огромной песочницей и летним бассейном.
Продуманный функционализм и эстетика этого поселения получили самую высокую оценку, как у современников, так и намного позднее, у историков архитектуры: 
К достижениям немецкого жилищного строительства относится выработка функциональной системы и габаритов современной экономичной жилой ячейки. Пластическая трактовка домов строилась на выявлении функциональных элементов, например выделенных в самостоятельные объемы лестничных клеток, балконов, групп эркеров и т. д. В этом смысле характерным примером может служить жилой массив Георгсгартен в Целле (арх. О. Хезлер). Композиция восточных фасадов, расположенных в строчном порядке домов этого массива, во многом определяется ритмом эркеров, имеющих значительный вынос. В этих квадратных в плане эркерах, составляющих часть спальни, остеклены только восточная и южная стороны, благодаря чему появилась возможность создать определенный уют и изолировать друг от друга соседние эркеры. Этот прием стал основой множества интересных пластических решений, лишенных аскетизма, который был свойствен ранним образцам.
Садовые участки располагались отдельно от жилых блоков, их план разработал известный ландшафтный архитектор Леберехт Мигге. Согласно его плану, к ним был проложен водопровод и все они были разгорожены бетонными заборами. Из 100 участков (по плану) было построено 59 и после Второй мировой войны практически все оказались заброшены, сегодня их осталось несколько, в непосредственной близости от жилых корпусов. В 1984 г. в домах поселения был проведён ремонт с заменой металлических окон на белые пластиковые, что привело практически к полной утрате цветового решения поселения Карла Фёлькера и искажению внешнего вида домов.